# 연천로
연천로(Yeoncheon-ro)는 경기도 연천군 연천읍 연천입구교차로 에서 시작하여, 연천군 현가삼거리까지 이어주는 도로이다.

## 주요 경유지
경기도
- 연천군 연천읍

## 노선 경로
| 이름            | 접속 노선                   | 소재지 | 소재지 | 비고 |
| --------------- | --------------------------- | ------ | ------ | ---- |
| 연천입구 교차로 | 국도 제3호선 (평화로)       | 연천군 | 연천읍 |      |
| 통현 교차로     | 평화로1219번길 연천로42번길 | 연천군 | 연천읍 |      |
| 차탄교          |                             | 연천군 | 연천읍 |      |
| 현충탑 교차로   | 군자로                      | 연천군 | 연천읍 |      |
| 지혜 교차로     | 지혜로                      | 연천군 | 연천읍 |      |
| 차탄 교차로     | 차현로                      | 연천군 | 연천읍 |      |
| 군자 교차로     | 연군로                      | 연천군 | 연천읍 |      |
| 현가삼거리      | 국도 제3호선 (평화로)       | 연천군 | 연천읍 |      |

## 주요 시설및 건물
- 농협 파주연천축협 연천지점 (연천로 43/차탄리 94-5)
- 연천초등학교 (연천로 228/차탄리 72)
- SK에너지 삼익주유소 (연천로 231/차탄리 296-43)
- 연천경찰서 (연천로 239/차탄리 34-56)
- 페리카나 연천점 (연천로 262/차탄리 60-11)
- GS25 연천로점 (연천로 284/차탄리 34-6)
- KT연천빌딩 (연천로 318/현가리 86-6)
- 네네치킨 연천점 (연천로 330/현가리 83-4)
- HD현대오일뱅크 형제주유소 (연천로 377/현가리 37)